# Bạch thiệt mềm
Bạch thiệt mềm, Mè đất mềm (tên khoa học: Leucas decemdentata) là một loài thực vật có hoa trong họ Hoa môi. Loài này được (Willd.) Sm. mô tả khoa học đầu tiên năm 1810.